# Noah Reid
Noah Nicholas Reid (Toronto, 29 maggio 1987) è un attore canadese con cittadinanza statunitense.

## Biografia
Noah Reid è nato e cresciuto a Toronto e nel 2008 si è diplomato alla National Theatre School of Canada.
Attore bambino, Reid cominciò a lavorare nel mondo dello spettacolo nella seconda metà degli anni novanta, quando ha recitato con Sandra Bullock nel film Amare per sempre. Ha prestato la voce alla tartaruga Franklin nella serie TV d'animazione Franklin, un ruolo che ha continuato a doppiare per oltre trenta episodi tra il 1997 e il 2004. Sempre nel 1997 partecipa anche alla serie animata Pippi Calzelunghe.
Successivamente ha interpretato Marshall Wheeler nella serie TV Black Hole High e in altre serie come Degrassi: The Next Generation e Black Hole High. In anni più recenti ha interpretato Patrick Brewer nella serie TV Schitt's Creek tra il 2017 e il 2020; il ruolo gli è valso il Canadian Screen Awards nel 2019. Nel 2022 ha fatto il suo debutto a Broadway rimpiazzando Armie Hammer nel dramma di Tracy Letts The Minutes.
Reid è sposato con l'attrice Clare Stone dal 2020.

## Filmografia

### Cinema
- Amare per sempre (In Love and War), regia di Richard Attenborough (1996)

### Televisione
- In a Heartbeat - I ragazzi del pronto soccorso (In a Heartbeat) - serie TV, 4 episodi (2000-2001)
- Soul Food - serie TV, 1 episodio (2001)
- Black Hole High - serie TV, 41 episodi (2002-2006)
- Naturalmente Sadie! (Naturally, Sadie) - serie TV, 1 episodio (2007)
- Degrassi: The Next Generation - serie TV, 1 episodio (2009)
- Titanic - serie TV, 4 episodi (2012)
- Rookie Blue - serie TV, 1 episodio (2012)
- Alphas - serie TV, 1 episodio (2012)
- Cracked - serie TV, 1 episodio (2013)
- Schitt's Creek - serie TV, 33 episodi (2017-2020)
- Outer Range - serie TV, 8 episodi (2022)

### Doppiatore
- Franklin - serie animata, 31 episodi (1997-2004)
- Il segreto di NIMH 2 - Timmy alla riscossa (The Secret of NIMH 2: Timmy to the Rescue), regia di Dick Sebast (1998)
- Pippi Calzelunghe (Pippi Longstocking), regia di Paul Riley (1998) - serie animata
- Re Babar - serie animata, 1 episodio (2000)
- Anne of Green Gables: The Animated Series - serie animata, 1 episodio (2000)
- Rolie Polie Olie - film animata (2002)
- Jane e il Drago - serie animata, 1 episodio (2006)

## Doppiatori italiani
Nelle versioni in italiano dei suoi lavori, Noah Reid è stato doppiato da:
- Fabrizio De Flaviis in Black Hole High, Delitti e misteri a Gibsons
- Edoardo Stoppacciaro in Titanic
- David Chevalier in Schitt's Creek
- Gianandrea Muià in Outer Range

Da doppiatore è sostituito da:
- Patrizia Mottola in Franklin
- Monica Bonetto in Pippi Calzelunghe
- Marco Vivio in Jane e il Drago